# Killing in the Name
"Killing in the Name" là ca khúc của ban nhạc rap metal Mỹ Rage Against the Machine, trong album lấy tên nhóm năm 1992. Phát hành như một đĩa đơn chính từ album này vào tháng 11, năm 1992, bài hát đã đạt vị trí 25 trên UK Singles Chart. Trong một số trường hợp, bài hát có thể mang tựa đề Killing in the Name Of, nhưng điều này không chính xác khi so sánh với danh sách ca khúc trong album đầu tay của Rage Against the Machine.
Viết về cuộc cách mạng chống lại chủ nghĩa phân biệt chủng tộc trong lực lượng bảo mật, "Killing in the Name" được nhìn nhận như một ca khúc mang nhãn hiệu của nhóm và được chú ý vì những đoạn guitar lặp lại và cách sử dụng ngôn ngữ một cách nặng nề và mạnh mẽ.
Năm 2009, ca khúc là một phần trong một chiến dịch trên Facebook để cản trở ca khúc của người chiến thắng The X Factor giành danh hiệu đĩa đơn quán quân dịp Giáng sinh tại Liên hiệp Anh.Chiến dịch đã gây nên nhiều ý kiến bình luận từ nhiều ban nhạc và nghệ sĩ khác, nó cũng gây được sự chú ý từ các ấn phẩm trong và ngoài nước. Ca khúc cũng trở thành đĩa đơn đầu tiên đạt thứ hạng quán quân dịp Giáng sinh chỉ từ doanh số download.

## Ca khúc
Bài hát lặp lại sáu dòng lời nhằm làm nổi bật sự phân biệt chủng tộc trong lực lượng bảo mật với đoạn điệp khúc, "Some of those that work forces, are the same that burn crosses," (một vài điều đó có ảnh hưởng như đốt những cây thánh giá), ám chỉ về việc đốt cháy thánh giá của hội Ku Klux Klan. Phiên bản không bị kiểm duyệt của bài hát chứa đến 17 lần từ "Fuck ". 
Bài hát được viết một cách dữ dội, lặp lại dòng "And now you do what they told ya. And now you're under control" ("Và bây giờ mày làm những gì họ nói với mày. Và bây giờ mày đã bị kiểm soát") và lên đến cực điểm với tiếng hét của Zack de la Rocha "Fuck you, I won't do what you tell me! Motherfucker!".

## Đĩa đơn
Epic Records phát hành album đầu tay mang tên nhóm Rage Against the Machine vào ngày 6 tháng 11, năm 1992. Album mang đĩa đơn "Killing in the Name", "Freedom" và "Take the Power Back".
Danh sách track trên đĩa đơn:
1. "Killing in the Name"
2. "Darkness"
3. "Clear the Lane"

"Darkness" và "Clear the Lane" là những phiên bản đã được chỉnh sửa lại từ những bản demo.

### Thiết kế bìa
Bìa album có nguồn gốc từ bức ảnh đoạt giải World Press Photo của Malcolm Browne về Thích Quảng Đức, một hòa thượng Việt Nam đã tự thiêu tại Sài Gòn năm 1963 để phản đối sự đàn áp Phật giáo của chính quyền Việt Nam Cộng hòa Ngô Đình Diệm. 

Một bìa thay thế được sử dụng ở Australia mang dòng chữ "killing in the name" viết hoa, khổ lớn màu đỏ và một phần nhỏ của bức ảnh của Thích Quảng Đức xuất hiện ở góc dưới bên phải.

## Chiến dịch giành quán quân Giáng sinh 2009
Vào đầu tháng 12, năm 2009, Jon và Tracy Morter thành lập một nhóm trên trang mạng xã hội Facebook khuyến khích mọi người mua ca khúc vào tuần trước Giáng sinh để cản trở người chiến thắng chương trình truyền hình The X Factor giành vị trí quán quân vào dịp Giáng sinh trên UK Singles Chart năm năm liền. 
Vào ngày 15 tháng 12, BBC thông báo nhóm đã có trên 750.000 thành viên.
Sau khi người sáng lập The X Factor, Simon Cowell công khai cho rằng chiến dịch này là "ngu ngốc" ("stupid") và "bất chấp lẽ thường" ("cynical"), nhóm đã chiếm được nhiều sự chú ý và xuất hiện trên nhiều kênh tin tức, đài phát thanh và website ở Liên hiệp Anh. Chiến dịch còn nhận được sự ủng hộ từ Paul McCartney, người đã xuất hiện trên X Factor với những ứng cử viên chung cuộc.
Cặp thí sinh John & Edward của X Factor cũng ủng hộ cho chiến dịch. 
Đáng chú ý là cả The X Factor và Rage Against the Machine đều ký với các hãng thu âm đều là những công ty con của Sony BMG.
Vào ngày 20 tháng 12 năm 2009, BBC Radio 1 thông báo ca khúc đã thành công khi xếp vị trí quán quân, bán được trên 500.000 bản và trở thành đĩa đơn đầu tiên chỉ dựa vào doanh số download để giành vị trí số một trong lịch sử.
Tuần sau đó bản cover "The Climb" của Joe McElderry cuối cùng cũng trở thành đĩa đơn quán quân ở Anh #1 năm 2009. Killing In The Name xuống vị trí thứ hai và rơi xuống 38 bậc đến vị trí 40 vào tuần kế tiếp, và tiếp tục rơi khỏi top 75 vào tuần kế tiếp, đứng vị trí #100. Một dự án khác cùng mục đích với ca khúc "Never Gonna Give You Up" của ca sĩ Rick Astley diễn ra vào năm 2008 nhưng không thành công.

## Bảng xếp hạng
| Bảng xếp hạng            | Năm  | Vị trí cao nhất |
| ------------------------ | ---- | --------------- |
| UK Singles Chart         | 1992 | 25              |
| Irish Singles Chart      | 2009 | 2               |
| UK Singles Chart         | 2009 | 1               |
| European Hot 100 Singles | 2009 | 4               |

| Bảng xếp hạng (2000–2009)                                | Vị trí cao nhất |
| -------------------------------------------------------- | --------------- |
| UK Top 100 Songs of the Decade (100 bài hát của thập kỷ) | 36              |

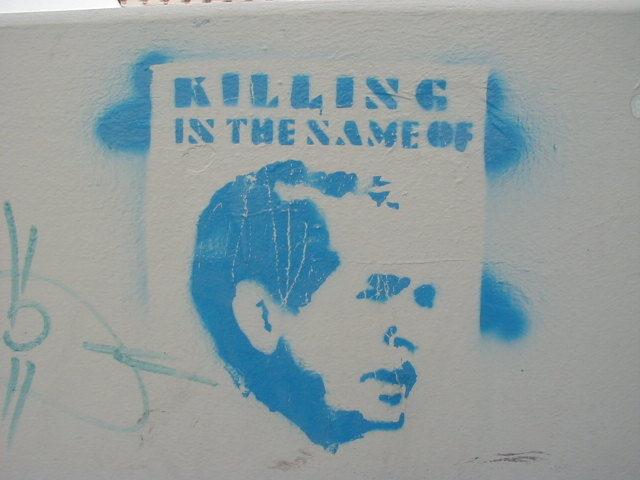
Lời của "Killing in the Name" xuất hiện trong văn hóa đại chúng. Một bức ảnh màu xanh nhạt của George W. Bush với dòng chữ "Killing in the Name of" viết phía trên.

Năm 1993, ca khúc cũng đạt vị trí #7 tại Australia, #8 tại New Zealand và #13 tại Hà Lan.

## Sản xuất
- Zack de la Rocha - giọng hát, lời
- Tom Morello - guitar
- Tim Commerford - guitar bass
- Brad Wilk - trống